# Uladendron codesuri
Uladendron codesuri là một loài thực vật có hoa trong họ Cẩm quỳ. Loài này được Marc.-Berti miêu tả khoa học đầu tiên năm 1971.